# Dynastor strix
Dynastor strix är en fjärilsart som beskrevs av Butler 1864. Dynastor strix ingår i släktet Dynastor och familjen praktfjärilar. Inga underarter finns listade i Catalogue of Life.